# Heinrich Ruffenach
Heinrich Ruffenach (* 23. August 1931 in Völklingen; † 21. März 2015 ebenda) war ein deutscher Radrennfahrer und nationaler Meister im Radsport.

## Sportliche Laufbahn
Heinrich (Heini) Ruffenach begann mit dem Radsport im Saarland zu einer Zeit, als das Saarland ein teilautonomer Staat mit einem eigenständigen Radsportverband war (1947 bis 1956). Er bestritt zunächst überwiegend Querfeldeinrennen. In dieser Disziplin wurde er 1953 nationaler Meister des Saarlandes. Insgesamt holte er zwölf Titel im Saarland. Er war Mitglied der saarländischen Straßen-Nationalmannschaft und bestritt für diese auch die UCI-Straßen-Weltmeisterschaften 1954 in Solingen. Bei den UCI-Weltmeisterschaften im Querfeldeinrennen startete er sowohl für das Saarland als auch später für Deutschland. Er war viermal am Start; sein bestes Resultat war der 7. Platz 1955. Nachdem das Saarland 1957 das zehnte Bundesland der Bundesrepublik Deutschland geworden war, startete er mit einer Lizenz des Bundes Deutscher Radfahrer (BDR). 1964 wurde er Vize-Meister im Querfeldeinrennen der Amateure hinter Günther Weiss, 1957 kam er auf den dritten Rang. Ruffenach startete für den Verein RSC Klarenthal 1904 e.V. Er blieb bis 1965 aktiv.

## Familiäres
Sein Vater Armand war von 1925 bis 1935 als Radrennfahrer aktiv. Nach dem Zweiten Weltkrieg war er Funktionär im saarländischen Radsportverband und Organisator von Radrennen.